# 1839年阿瓦地震
1839年阿瓦地震，又称阿玛拉普拉地震，发生于1839年3月23日凌晨，震中位于今曼德勒郊外，矩震級达8.3级，烈度达XI度。南至仰光，北至八莫均有震感。
地震令缅甸古都阿瓦遭到严重破坏，就此废弃。

## 地质构造
缅甸夹在印度板块、欧亚大陆板块、巽他板块、缅甸板块四个板块的交界处，沿科科群岛、若开海岸和孟加拉国，是印度板块和缅甸板块之间的聚合性板塊邊緣，称为巽他大型逆冲区。在安达曼海的分離板塊邊緣和喜马拉雅断层之间，有一道长1,200公里，纵贯缅甸中部的轉形斷層，为印度板块和巽他板块交界，称为实皆断层，是缅甸最大、最活跃的地震威胁源，贯穿缅甸各大城市，令缅甸成为大地震多发区。

## 地震情形
根据研究，阿瓦地震是因实皆断层的密铁拉段和实皆段（400公里）发生断裂导致，震级在8.1至8.3之间，仍需进一步研究确认。学者发现在密铁拉段（内比都至曼德勒，260公里）总体上无地震活动痕迹，因而根据地震空区理论确认。多数媒体和研究期刊都将震级定为7.0-7.5或≥8.0MW。遥感和实地观测结果显示，1839年地震裂痕的最大位移为5-7米，位于曼德勒外围，因此震级应达到7.4至8.0+级，并产生至少300公里的地震断裂带。
1946年，180公里的实皆段发生过两次大地震，但没有关于其影响的记录。10年后的1956年，曼德勒附近发生7.1级地震，1839年的断裂带重新断裂了约60公里。而260公里的密铁拉段自1839年以来未发生过大地震，为地震空区。

## 损失
1839年地震令缅甸都城阿瓦遭到严重破坏，缅甸因而迁都至邻近的阿玛拉普拉。而在本次地震的一年前发生了一次大前震，阿瓦城就已遭到一定破坏。敏贡的敏貢大佛塔严重受损。英国驻缅官员记载，曼德勒一带受灾极度严重，发生大规模土壤液化。灾区的佛塔大量倒塌，砖构建筑几乎无一幸存，在阿玛拉普拉可见一道3米宽的裂缝，大量村宅因土壤液化而坍塌。伊洛瓦底江发生倒流及洪涝。当代学者估计有300至400人丧命。远到达卡、加尔各答及曼谷均有震感。

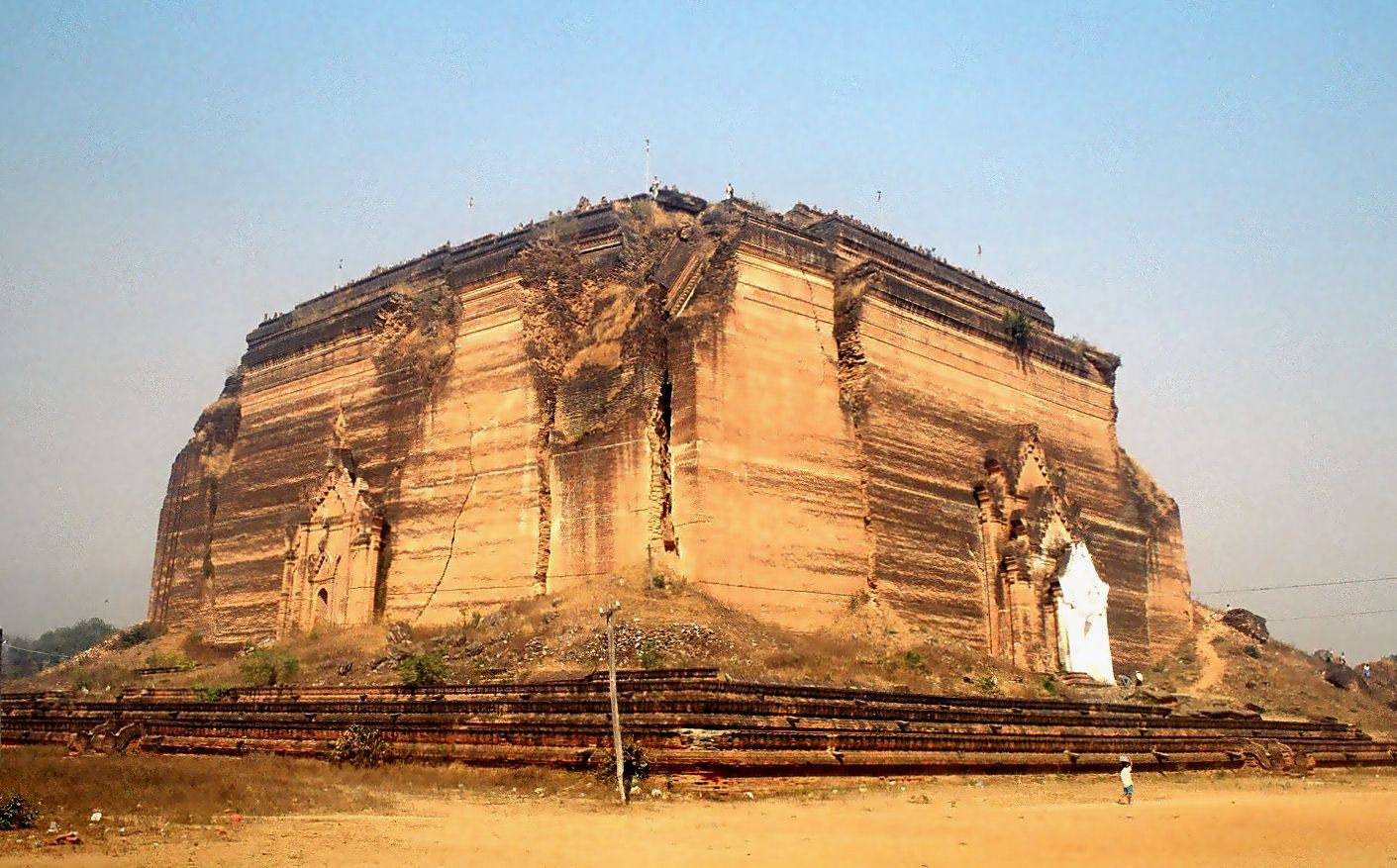
敏貢大佛塔的裂痕
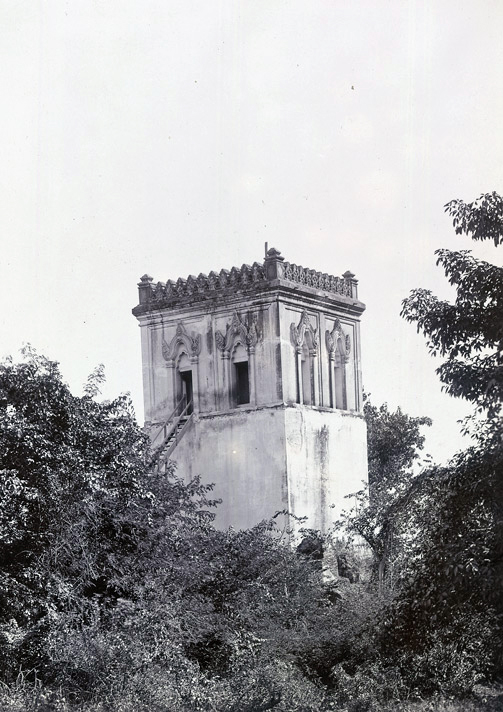
南敏塔（Nan Myint Tower）发生倾斜
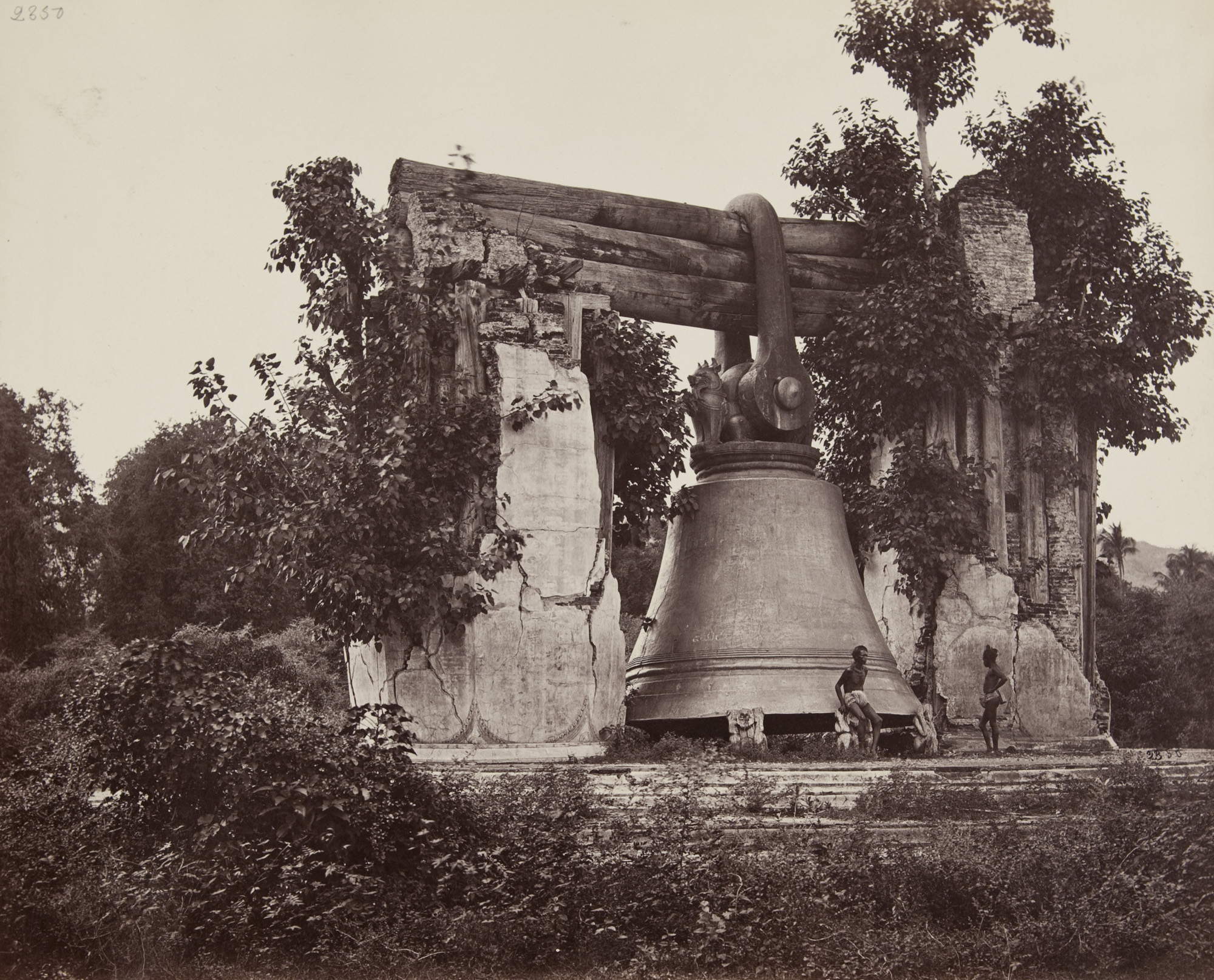
明宮鐘摔落在地，摄于1873年
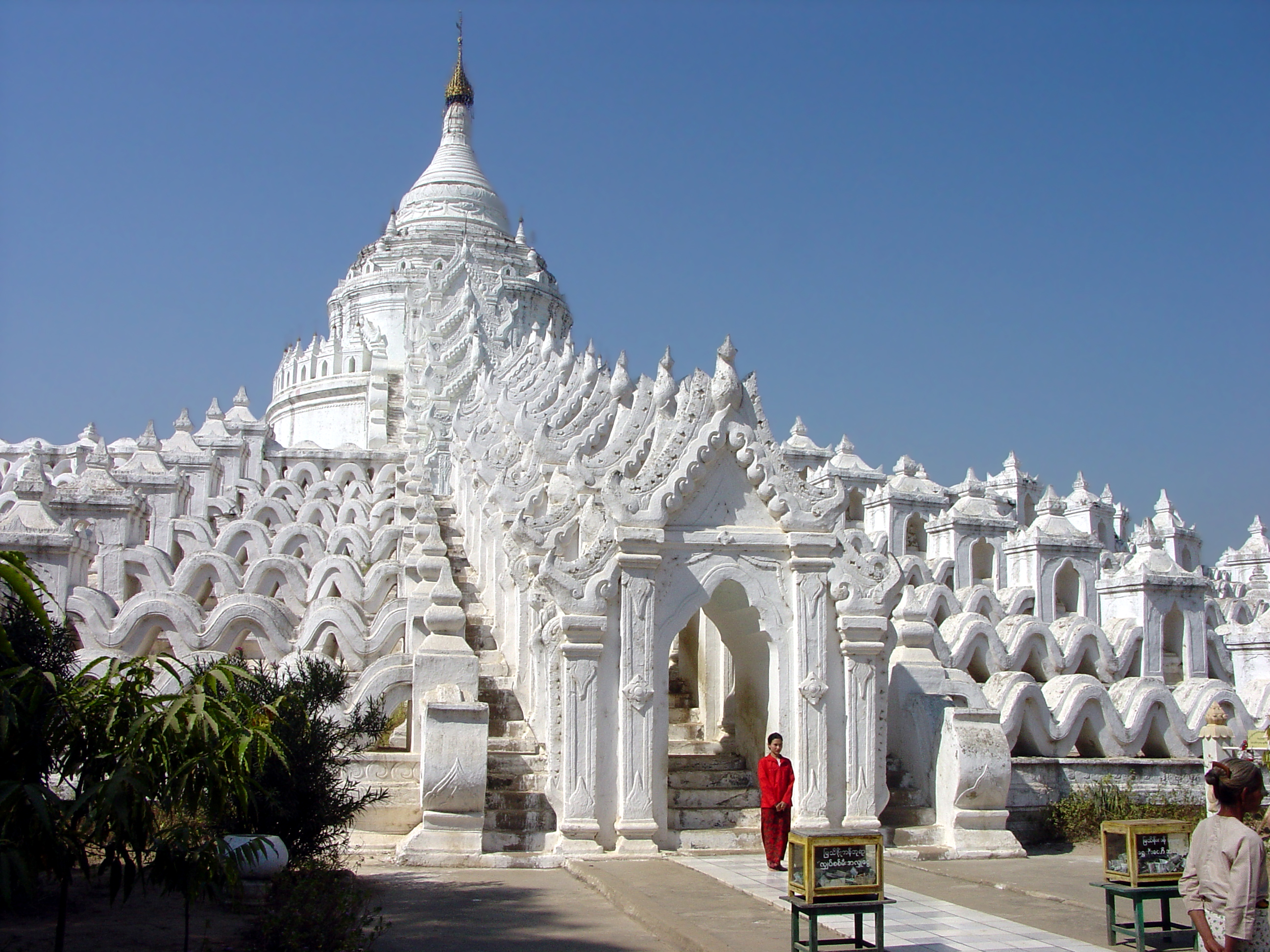
欣畢梅佛塔曾严重受损，之后在1874年由敏东王修复完工
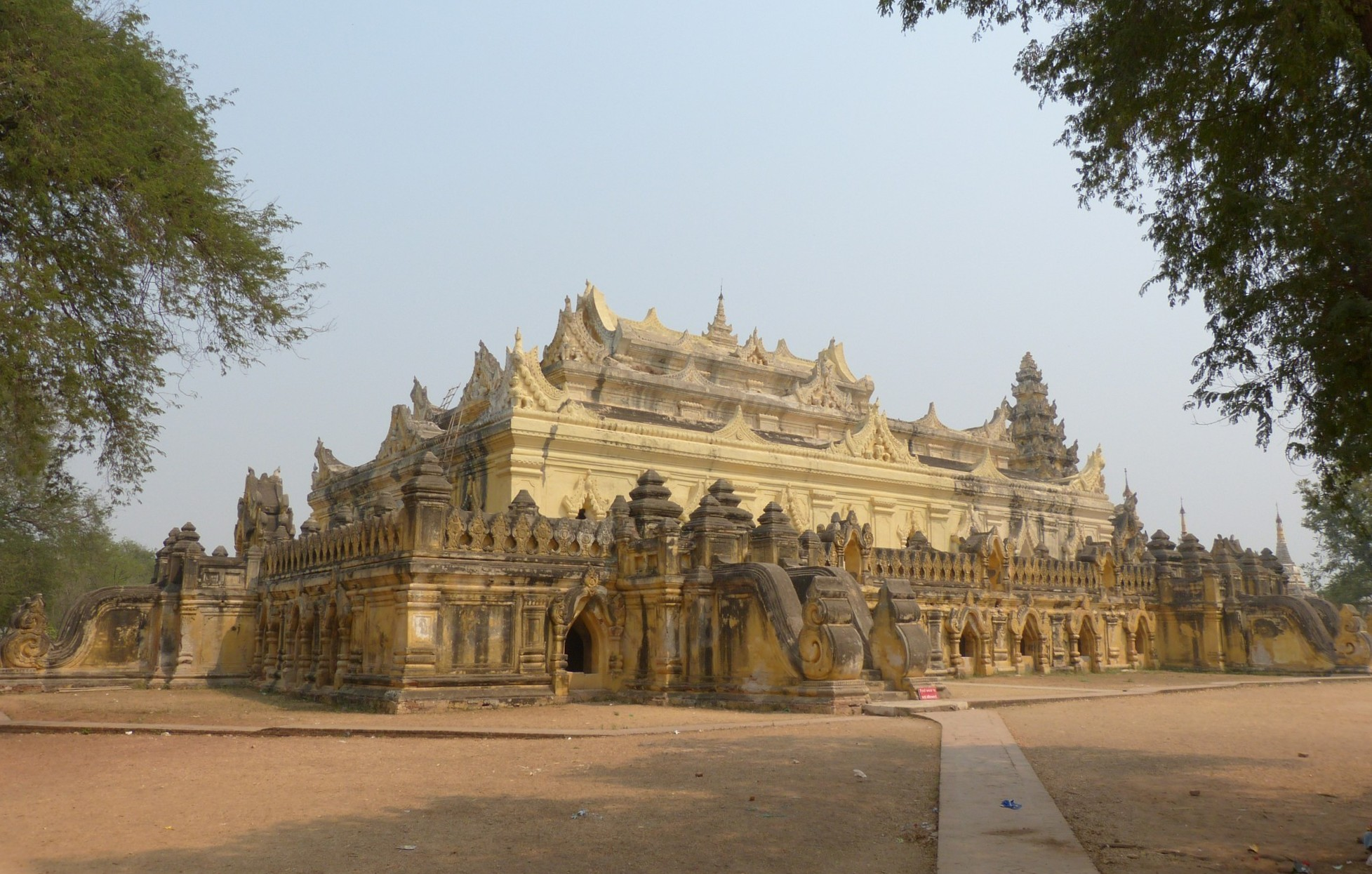
玛哈昂梅邦赞僧院曾严重受损
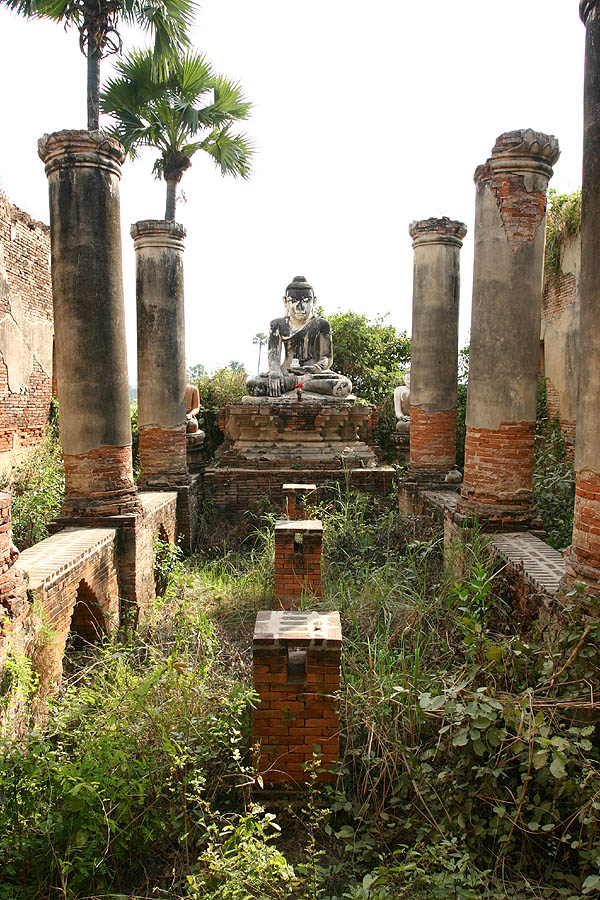
阿瓦部分震后废墟留存至今
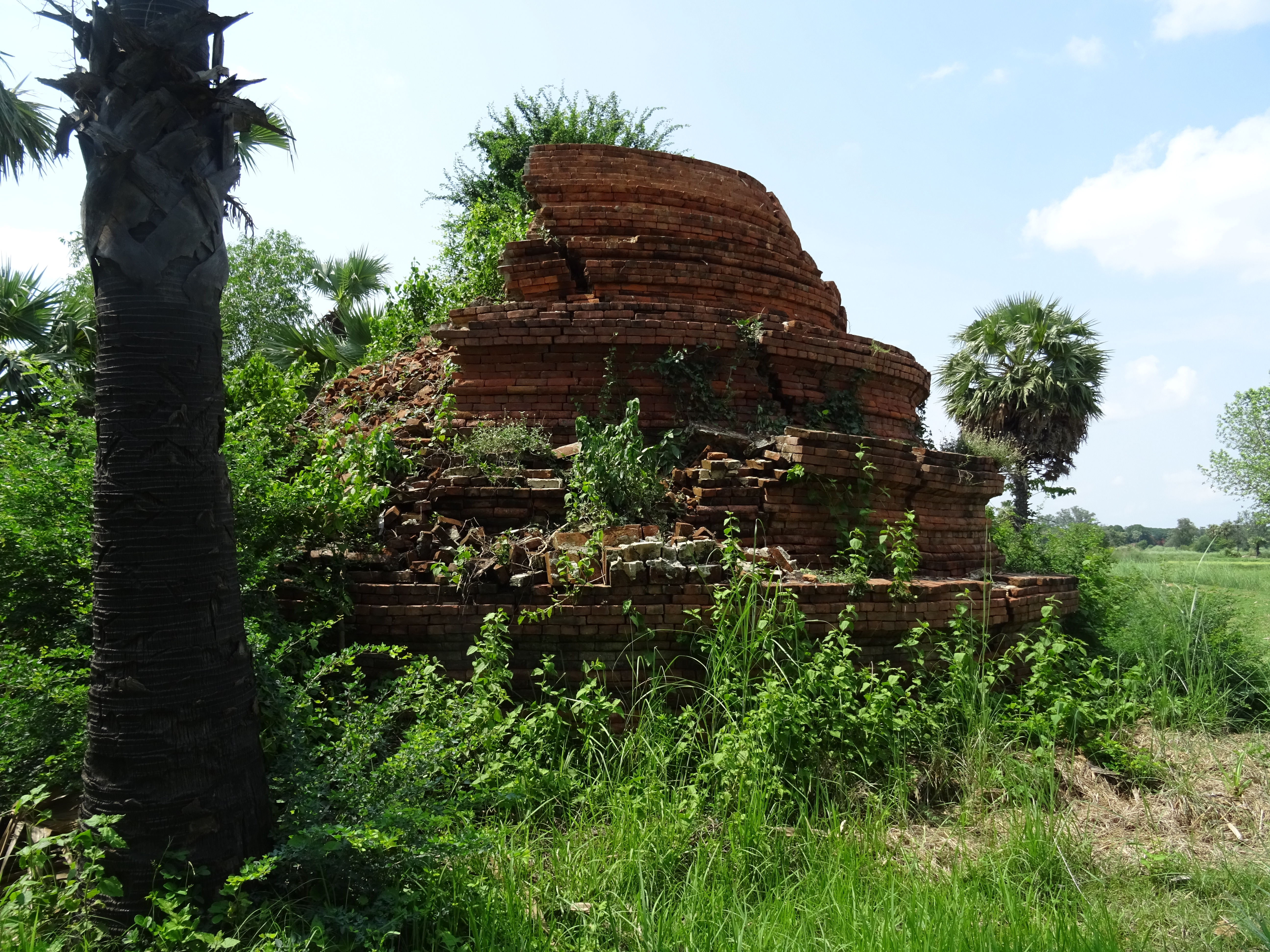
佛塔遗迹